# Topasse

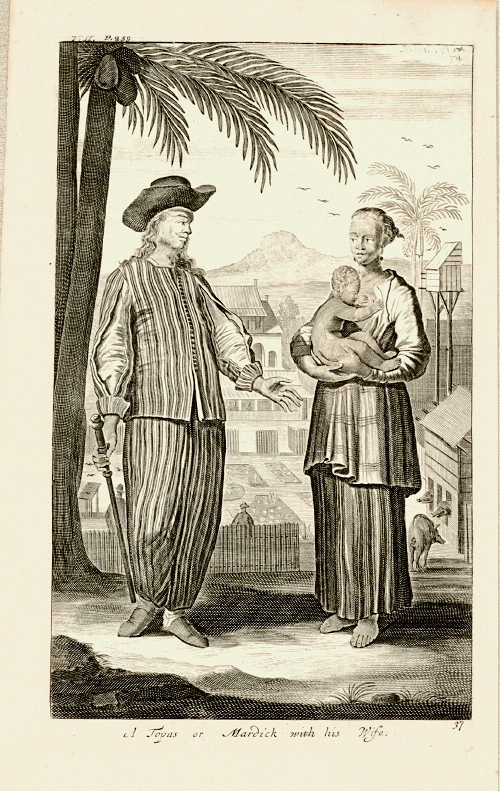
A Topas or Mardick with his wife (J. Nieuhof im 17. Jahrhundert)

Die Topasse (singular Topass, auch Schwarze Portugiesen oder Bidau) sind Nachkommen indischer und malaiischer Frauen und hauptsächlich portugiesischer Soldaten, Seeleute und Händler. Der Begriff wurde im Laufe der Zeit für verschiedene Mischbevölkerungen verwendet, bezeichnete aber schließlich bei den Portugiesen nur die Larantuqueiros, die katholische Mischbevölkerung auf den Kleinen Sundainseln. Dort gelang es den Topasse, sich innerhalb einer Generation im 17. Jahrhundert de facto unabhängige, kleine Reiche zu schaffen, die bis ins 19. Jahrhundert nur noch nominell der portugiesischen Krone unterstanden. Niederländische Quellen verwenden die Bezeichnung Topasse sowohl für die Mischbevölkerung als auch für Einheimische, die den christlichen Glauben angenommen hatten und im europäischen Stil lebten.
Die Bezeichnung Topasse leitet sich vermutlich vom malaiischen topashe oder Hindi-Wort dobashi ab, was so viel wie „zwei Sprachen“ oder „Übersetzer“ bedeutet. Eine weitere Erklärung leitet sich vom Wort Topi für einen Hut ab. Demnach bezeichneten sich die Topasse auch als Gente de Chapeo (gente de chapéu, port.: Leute der Hüte).

## Geschichte

### Erste Berichte
1604 berichtet der Dominikaner Gabriel Quiroga de San Antonio erstmals von „Topasse“ an der Koromandelküste. 1619 berichtet der Vizekönig von Indien dem portugiesischen Hof in einem Brief, dass aufgrund des Mangels an portugiesischen Soldaten topazes im Fort von Malakka „lästige“ Japaner, Javaner und Malaien ausschalten würden.
Niederländische Aufzeichnungen von 1648 berichten von einer Gruppe der toupas neben den Mestizen, und nach der portugiesischen Niederlage am 7. Januar 1663 in Cochin wurden die Rechte von gefangenen Toepassen festgelegt. 1690 berichtete der im niederländischen Dienst stehende Deutsche Engelbert Kaempfer von einem Dorf bei Ayutthaya im heutigen Thailand, in dem eine „portugiesische Rasse mit schwarzen Frauen“ zusammenlebe. Der englische Kapitän Alexander Hamilton schreibt in seinem Buch 1727 von 200 Topasse oder indischen Portugiesen, die in Kambodscha siedelten.

### Kleine Sundainseln
Die Topasse der Kleinen Sundainseln stammen von Frauen aus Larantuka auf den heute indonesischen Inseln Flores und Solor und Portugiesen, aber auch Holländern ab. Hier bezeichnen sie sich selbst als Larantuqueiros.
Nach niederländischen Berichten beherrschten die Topasse von Larantuka aus bereits 1623 die Häfen an der Nordküste Timors. Einen Aufbruch erlebten die Topasse mit Ankunft von Jan da Hornay (auch João de Hornay, d’Ornay, da Ornai, de Horney). Selbst Mestize, war er ab 1627 niederländischer Kommandant der Festung auf Solor, doch zwei Jahre später lief er zu den Portugiesen über, woraufhin die portugiesischen Dominikaner wieder die Kontrolle über Solor übernahmen. Hornay ging nach Larantuka, heiratete eine timoresische Sklavin und gründete mit seinen zwei Söhnen António und Francisco einen mächtigen Familienclan. Mateus da Costa, ein Waffengefährte von António da Hornay, heiratete die Tochter eines westtimoresischen Herrschers (je nach Quelle von Amanuban oder Ambeno) und gründete den rivalisierenden Clan der Costas. Die Clans verbanden sich durch Heirat mit vielen Herrscherfamilien Westtimors, außerdem nahmen einige Herrscher deren Familiennamen an, um sich ihre Autorität anzueignen.
Auf Flores gründeten die Topasse einen eigenen losen, aber mächtigen Staat, der im Kern aus dem Dreierbund Larantuka, Wureh und Konga bestand. Die Oberhoheit Portugals bestand nur nominell. Es gab keine portugiesischen Beamten, und es wurden keine Steuern abgeführt. Briefe der Regierung in Lissabon wurden ignoriert. Die Topasse übten über die ursprünglichen Völker von Flores die Kontrolle aus, indem sie diese zu ihren „Verbündeten“ machten. Die Eroberung der einzelnen Völker lief immer nach dem gleichen Muster ab: Der angesehenste Raja wurde durch militärischen Druck zum Katholizismus bekehrt. Er musste einen Treueeid auf den König von Portugal schwören und bekam daraufhin den Titel Dom verliehen. Der Raja konnte sein Volk weiter autonom regieren, aber bei Kriegen mussten Hilfstruppen gestellt werden. Diese Methode wandten auch die Portugiesen in ihren Kolonien an. Da die Topasse die Herrschaft ausübten, führten sie Portugiesisch als Amtssprache ein, um sich von den Einheimischen abzugrenzen. Als Handelssprache verwendeten sie das Malaiische, das auf den umliegenden Inseln verstanden wurde.
Von Larantuka aus siedelten die Topasse zusammen mit den Portugiesen ab 1640 in Lifau in der heutigen osttimoresischen Sonderverwaltungsregion Oe-Cusse Ambeno. Ab 1641/42 residierte auch der Führer der Topasse zeitweise in Lifau. Den Titel erhielt er von den Portugiesen, als Zeichen, dass er der regionale Vertreter Portugals war. Von hier aus übernahmen die Topasse die Kontrolle über den Handel mit Sandelholz. Um 1642 lebte bereits eine große Anzahl von Topasse auf Timor und drang in das Inselinnere vor. Durch starke Truppen wurden Verhandlungen mit den dortigen Liurais (Kleinkönige) erzwungen. Dabei drangen sie in das Machtvakuum ein, das nach Zerstörung von Wehale durch den in portugiesischen Diensten stehenden Topass Francisco Fernandes zurückgeblieben war. Viele ehemalige Verbündete von Wehale schlossen sich nun den Topasse an. Gegen die Lieferung von Musketen erhielt man die Kontrolle über den größten Teil der Sandelholzproduktion und konnte die Preise bestimmen. Auch hier kämpften die Familienclans Costa und Hornay um die Vorherrschaft.
In einem niederländischen Bericht aus dem Jahre 1659 heißt es:

„Alle Portugiesen sind dabei mit ihren Familien aus Larantuka nach Timor überzusiedeln [...]. Zunächst hatte der Capitão-mor 200 Personen in Lifau, inklusive unserer 20 niederländischen [Abtrünnige], die immer noch am Leben sind. In Amakono gibt es eine Gruppe von 30 Mann; im negry [Siedlung oder Land] von Amanuban zwei Gruppen mit je 20, was 40 macht; in Amarasi 30 in einer Gruppe; in Amfo'an (auch Snick-Snack genannt) gibt es nur einen Geistlichen. Zusammen macht das 300 Mann. Darunter befinden sich wenige Weiße und Mestizen, die meisten sind Schwarze mit Flinten.“

| Herrscher der Topasse | Herrscher der Topasse                                                                               |
| --------------------- | --------------------------------------------------------------------------------------------------- |
| 1665 †                | Simão Luis                                                                                          |
| 1666–1669             | António da Hornay                                                                                   |
| 1670–1673             | Mateus da Costa (ab 1671 Generalkapitän)                                                            |
| 1673                  | Manuel da Costa Viera (interim)                                                                     |
| 1673–1693 †           | António da Hornay                                                                                   |
| 1693–1696             | Francisco da Hornay (ab 1694 Generalkapitän)                                                        |
| 1697–1722(?) †        | Domingos da Costa                                                                                   |
| 1722–1730             | Francisco da Hornay II.                                                                             |
| 1730–1734             | João Cave                                                                                           |
| 1734–1749/1751 †      | Gaspar da Costa                                                                                     |
| 1749/51 – 1757        | João da Hornay                                                                                      |
| 1757–1777             | Francisco da Hornay III. und Domingos da Costa II. (mindestens bis 1772)                            |
| 1782–1796             | Pedro da Hornay (ab 1787 wieder unter portugiesischer Oberhoheit)                                   |
| ab 1816               | José da Hornay                                                                                      |
| ab etwa 1835          | Filippe da Hornay                                                                                   |
| 1868–1879             | João da Hornay Madeira                                                                              |
| nach 1893–1896        | Domingos da Costa III.                                                                              |
| nach 1898             | Pedro da Costa                                                                                      |
| nach 1911–1948        | Hugo Hermenegildo da Costa                                                                          |
| 1948–1999             | João Hermenegildo da Costa (bis 1990) und (ab 1949) José Hermenegildo da Costa († 4. November 1999) |
| seit 1999             | António Hermenegildo da Costa                                                                       |

Die Topasse sahen sich von mehreren Seiten bedroht: einmal durch portugiesische Händler, die durch die Krone eine Erlaubnis erhielten, die Kontrolle über den Sandelholzhandel zu übernehmen, sodann durch die Dominikaner, die versuchten, eine eigene unabhängige Machtbasis auf Timor zu schaffen, und schließlich durch die einheimischen Liurais, die regelmäßig rebellierten, sowohl gegen die Topasse als auch die Portugiesen. Jedoch einte alle der Kampf gegen die Expansion der Niederländer. 1656 vernichteten die Topasse unter António da Hornay und Mateus da Costa eine niederländische Militärexpedition beim Dorf Amarasi, die gegen sie ausgeschickt worden war, und zwangen sie so, die gerade eroberte Festung von Kupang wieder aufzugeben. Der portugiesische Vizekönig in Goa nutzte schließlich die Rivalität zwischen den Familienclans. Er sandte sowohl an António da Hornay als auch an Mateus da Costa den gleichen Brief, in dem er sie zu seinem Generalkapitän (Capitão-mor) erklärte, sofern derjenige die Macht innehabe. Diese lag zu diesem Zeitpunkt bei António, Mateus akzeptierte dies aber nicht und berief sich dabei auf eine frühere Ernennung. Ein blutiger Machtkampf zwischen den Familien begann und führte später zur Machtteilung innerhalb der Topasse. Zwischen 1668 und 1670 unterwarf Mateus da Costa für Portugal mehrere Königreiche der Tetum im Küstengebiet Belus. Von 1671 an konnte Mateus auch den Titel des Capitão-Mor für sich beanspruchen, doch starb er 1673. Nach einem kurzen Intermezzo durch Manuel da Costa Vieira gewann António da Hornay noch im selben Jahr den Titel zurück und regierte de facto als Fürst über Larantuka, Solor und Teile Timors. Er wird von den Niederländern als so rücksichtslos beschrieben, dass sie hofften, die Timoresen würden sich deswegen gegen ihn und die Portugiesen wenden. Nach dem Tod von António da Hornay 1693 wurde er von Pater António de Madre de Deus und schließlich von Antónios Bruder Francisco da Hornay abgelöst. Schließlich kam es zur Vereinigung der Hornays und der Costas durch die Heirat von Francisco da Hornay mit einer Tochter von Domingos da Costa, dem Sohn von Mateus.
1695 versuchte Portugal erstmals, dem Capitão-mor einen Gouverneur für Timor und Solor voranzustellen. António de Mesquita Pimentel zog aber schnell nach seiner Ankunft 1696 den Zorn der Einheimischen auf sich. Er plünderte sie schamlos aus und ermordete zwei Kinder des Francisco da Hornay. Domingos da Costa, nun der neue Capitão-mor, ließ Pimentel 1697 in Ketten legen und nach Goa zurückschicken. Pimentels Nachfolger André Coelho Vieira wurde von Domingos da Costa 1698 bereits in Larantuka gefangen genommen und nach Macao zurückgeschickt. Erst António Coelho Guerreiro gelang es 1702, wieder in Lifau sein Amt anzutreten, auch wenn die Mehrheit der Topasse sich ihm feindlich gegenüberstellten. Unterstützt wurde Guerreiro dabei vom ansässigen und allgemein verehrten Bischof Manuel de Santo António, der mit Lourenço Lopes, dem Schwager von Domingos da Costa, verhandelte. Lopes wurde als Gegenleistung zum Generalleutnant ernannt. Guerreiro machte Lifau 1702 zum Verwaltungssitz der Kolonie, der aber ständig von den Topasse belagert wurde. Bis 1705 hielt Guerreiro durch, bevor er abziehen musste. Nachdem Lourenço Lopes (1705 bis 1706) und Manuel Ferreira de Almeida (1706 bis 1708) die Geschicke der Kolonie geführt hatten, sorgte Manuel de Santo António bei Domingos da Costa dafür, dass auch der neue portugiesische Gouverneur Jácome de Morais Sarmento (1708 bis 1709) anerkannt wurde. Doch es kam zum Streit zwischen Morais Sarmento und Manuel de Santo António. Morais Sarmento ließ 1708 gegen jedes Recht Dom Mateus da Costa, den Liurai von Viqueque, festnehmen und erniedrigte ihn. Domingos da Costa belagerte daraufhin Lifau bis 1709. Manuel de Santo António rettete die Situation, indem er in das Lager von Domingos da Costa ging und den Topass-Herrscher überredete, sich doch der portugiesischen Krone zu unterwerfen. Der nachfolgende Gouverneur Manuel de Souto-Maior (1709–1714) rehabilitierte Dom Mateus.
1722 wurde António de Albuquerque Coelho zum Gouverneur ernannt, wurde aber drei Jahre lang in Lifau von den Topasse unter Francisco da Hornay II. in Lifau belagert, ebenso Coelhos Nachfolger António Moniz de Macedo (1725–1729 und 1734–1739) für eine längere Zeit. Die Topasse kontrollierten weiterhin den Sandelholzhandel im Inselinneren und den Großteil des Westens Timors. Besser wurde die Lage für die Portugiesen, als 1734 Gouverneur Macedo seine zweite Amtszeit antrat. Der amtierende Capitão mor Gaspar da Costa empfing Macedo freundlich. Gaspar ermöglichte auch den Bau des ersten Priesterseminars auf Timor in Lifau. Er residierte zu diesem Zeitpunkt in Animata, einem Ort mit 1800 Hütten, wenige Kilometer südlich von Lifau, in dem Portugiesen und Einheimische lebten. Ein weiteres Zentrum der Topasse auf Timor war Tulang Ikan.

### Der Niedergang auf Timor
Dreimal versuchten die Topasse, die Niederländer von Timor zu vertreiben: 1735, 1745, 1749. Der gemeinsame Angriff von Portugiesen und Topasse auf Kupang am 18. Oktober 1749 endete, trotz Übermacht, in einem Desaster. Die Niederländer riefen ihre timoresischen Verbündeten und Marjdikers von Solor, Roti und Semau zur Hilfe. Die Marjdikers waren eine Mischbevölkerung aus verschiedenen „indischen Völkern“, die sich im Gegensatz zu den Topasse nicht zum katholischen Glauben bekannten. Sie etablierten sich im Handel zwischen den Inseln und unterstützten die Niederländer. Bei der Schlacht von Penfui wurden Gaspar und viele weitere Führer der Topasse getötet. Insgesamt sollen 40.000 Krieger der Topasse und ihrer Verbündeten umgekommen sein. Infolge der Niederlage brach die Herrschaft von Portugiesen und Topasse in Westtimor zusammen. Im April 1751 erhoben sich Liurais von Servião; einer Quelle nach soll Gaspar erst hier den Tod gefunden haben. 1752 griffen die Niederländer das Reich von Amarasi an und das Topass-Reich von Noimuti. Diesen Angriff führte der Deutsche Hans Albrecht von Plüskow. Die Niederländer nutzten diesen Feldzug auch zur Sklavenjagd, um den Bedarf der Plantagen auf den Molukken zu bedienen. Der Bischof von Malakka brandmarkte im selben Jahr den holländischen Handel von Sklaven, die auch an Chinesen und Araber verkauft wurden, als Verbrechen, das bei Katholiken zur Exkommunikation führen würde. 1755 schickte die Niederländische Ostindien-Kompanie (VOC) den Johannes Andreas Paravicini, um mit den Herrschern von Timor, Solor und Sumba Verträge auszuhandeln. 1756 schloss ein Großteil der Kleinkönige Westtimors im Vertrag von Paravicini mit der VOC ein Bündnis. Dies war der Beginn der niederländischen Herrschaft im heute indonesischen Westtimor.
Als Francisco da Hornay III. die Führung der Topasse von seinem verstorbenen Vater João da Hornay 1757 übernahm, kam es zum Streit mit den Costas über den Anspruch. Beendet wurde der Zwist mit der Heirat Franciscos mit der Schwester von Domingos da Costa II. und der Ernennung Domingos zum Generalleutnant. António da Costa, der jüngere Bruder von Domingos, wurde Herrscher von Noimuti. Larantuka wurde von Dona Maria, der Schwester von João, kontrolliert. Die Niederländer nutzten die Gelegenheit. Sie bewegten Maria dazu, einen attraktiven niederländischen Beamten zu heiraten, und brachten Larantuka somit in die Einflusssphäre des VOC.
Gouverneur Vicento Ferreira de Carvalho (1756–1759) entschied sich 1759 aufgrund der Situation, aufzugeben und Lifau eigenmächtig an die Niederländer zu verkaufen. Als die Niederländer 1760 unter Hans Albrecht von Plüskow aber von dem Orte Besitz ergreifen wollten, sahen sie sich einer Streitmacht der Topasse gegenüber. Von Plüskow wurde von Francisco da Hornay III. und António da Costa ermordet.
1766 brach Francisco da Hornay III. auch mit den Portugiesen. Er schloss im niederländischen Malakka ein Bündnis mit seinem Verwandten António da Hornay (andere Quellen nennen ihn Domingos da Costa II.) und beendete damit die zeitweilige Teilung der Topasse. Ziel war es nun, die Portugiesen zu vertreiben und Timor den Niederländern zu sichern. Der Erfolg dieses Plans sollte begrenzt sein, da die Liurais im Osten Timors sowohl gegen Portugiesen als auch Niederländer feindlich gesinnt waren.
Das erste Opfer des Seitenwechsels Franciscos war Gouverneur Dionísio Gonçalves Rebelo Galvão (1763–1765), der am 28. November 1765 von Francisco da Hornay III., António da Costa, Quintino da Conceição und Lourenço de Mello vergiftet wurde. Über die Umstände ist aber nur wenig überliefert. Die Dominikanermönche António de Boaventura und José Rodrigues Pereira übernahmen daraufhin die Verwaltung der Kolonie, bis der neue Gouverneur António José Teles de Meneses eintraf. Teles de Meneses sah sich 1769 aufgrund der schlechten Versorgungslage in der belagerten Kolonie gezwungen, Macao um Reislieferungen zu bitten, doch das Schiff erreichte Lifau nicht. Die Verbindungen zum Landesinneren wurden durch die Topasse und lokale Timoresen unterbrochen. In der Nacht des 11. August 1769 gab Teles de Meneses Lifau auf und verlegte die Hauptstadt der Kolonie nach Dili. In Lifau übernahmen Francisco da Hornay und António da Hornay die Herrschaft über die Region. Zwischen dem niederländischen Kupang und dem portugiesischen Gebiet kontrollierten sie nun 25 bis 30 Leguas der Küste mit mehreren wichtigen Ankerplätzen. Francisco da Hornay bot den Niederländern Lifau an, doch diese lehnten nach reiflicher Überlegung ab. Der Sohn Francisco da Hornays, Pedro da Hornay, stellte sich 1787 erneut unter die Oberhoheit Portugals, weswegen Oecusse heute ein Teil Osttimors ist. Topasse, die sich in Dili ansiedelten, wurden Bidau genannt und nach ihnen ihr Stadtviertel Bidau im Osten der Stadt. Die Bidau bildeten neben den Sica und den Moradores einen der drei Teile, aus denen sich die portugiesischen Streitkräfte der Kolonie bildeten. Auch die beiden anderen Volksgruppen lebten in eigenen Vierteln der Hauptstadt.
1854 bot Afonso de Castro, der damalige portugiesische Gouverneur für die Besitzungen auf den Kleinen Sundainseln, den Holländern die Hoheitsrechte unter anderem über Larantuka zum Verkauf an. Der Vertrag wurde 1859 ratifiziert. Die Holländer schickten zwar einen Kommandanten und einen Verwaltungsbeamten, die in einem kleinen Fort residierten, aber diese verhielten sich gegenüber der Bevölkerung eher zurückhaltend. Da Larantuka nach dem Niedergang des Sandelholz-Handels wirtschaftlich nicht mehr attraktiv war, wechselten die dortigen Topasse zur Landwirtschaft. Vom ehemals profitablen Außenhandel blieb nicht mehr viel übrig.

### Die Topasse heute

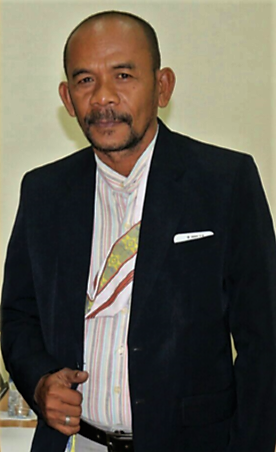
António Hermenegildo da Costa

Formal waren die Topasse zwar Katholiken, aber die Kontrolle des Glaubens war auf Laien-Organisationen übergegangen, die dem Glauben eine eigene Richtung gaben. In Larantuka war die mächtigste La Confraria da Rainha do Rosário, die Bruderschaft der Rosenkranz-Königin, die bis heute existiert. Im holländisch-portugiesischen Vertrag war der katholischen Bevölkerung die freie Ausübung ihrer Religion zugesichert worden. Deswegen wurde in Larantuka nicht der bei den Holländern übliche Calvinismus verbreitet. Stattdessen konnten sich nun die holländischen Jesuiten bei der Kolonialarbeit engagieren. In Larantuka errichteten sie das erste Pfarrgebäude und führten wieder die orthodoxe Form des Glaubens ein. Beispielsweise durfte man jetzt nur noch mit einer Frau verheiratet sein. Die Missionare bauten auch Schulen und stellten die medizinische Versorgung der Bevölkerung sicher.
Durch die Unabhängigkeit Indonesiens konnten die Topasse in Larantuka wieder an Einfluss gewinnen. Da sie einen höheren Bildungsstand als andere Einheimische hatten, konnten sie leicht in Spitzenpositionen gelangen. Auch die neue Amtssprache Indonesisch war für sie kein Problem, da diese dem Malaiisch sehr ähnlich ist.
In Osttimor bilden die Topasse und Bidau unter den Mestizen des Landes keine besondere Volksgruppe mehr. Hier sprachen sie ein kreolisches Portugiesisch, das Português de Bidau, das aber in den 1960ern ausstarb, da die Sprecher immer mehr zum Standardportugiesischen wechselten. Mitglieder der Familie Costa sind auch heute noch Liurai oder Rajas in Westtimor, so António Hermenegildo da Costa in Oecusse und Antonius da Costa in Noimuti. Die Linie der Hornay ist in Oecusse ausgestorben.
In den 1950er und 1960er Jahren war der Katechist Carlos da Costa Hornay im Osten des Landes aktiv. Da er Taufpate Tausender Timoresen in Luro, Iliomar und anderen Teilen Lautéms war, nahmen viele Neuchristen die Namen Costa und Hornay als Familiennamen an. Auch in der benachbarten Gemeinde Baucau finden sich deswegen Einwohner mit dem Familiennamen Hornay.